# Ипатијевски манастир
Ипатијевски манастир (рус. Ипатьевский монастырь) посвећен Светој Тројици је манастир Руске православне цркве у Костромској области. Налази се код места Кострома на западној обали исте реке у близини њеног ушћа у Волгу. Манастир је познат по томе што је одиграо значајну улогу у догађајима руске историје названим Смутно време. Манастир се тада нашао у средишту једног од најсудбоноснијих догађаја у историји Русије: завршетка смутног доба, протеривања страних освајача и успостављања руске државности уз долазак династије Романових на руско престо.

## Историја манастира
Сматра се да је манастир 1330. године основао татарски кнез Чет, зачетник чувеног рода Годунових. Према манастирском предању, Чет је кренуо пут Москве с намером да ступи у службу код московског кнеза Ивана Калите, али се успут озбиљно разболео. Предахнуо је на месту где се река улива у Волгу Кострома и ту му се јавила Богородица са апостолом Филипом и мучеником Ипатијем Гангријским, после чега је био исцељен. Чет се обрадовао и примио православље, а на месту свог ноћног виђења основао је монашку породицу.
Моћне манастирске зидине послужиле су 1613. године као поуздано склониште 16-годишњем цару Михаилу Фјодорович Романову и његовој мајци, монахињи Марти када им је живот био у опасности. Тада је већ била угашена династија Рјуриковича и за Русију је почео тежак период, који је добио назив "смутно доба" и трајао је неколико година. Земски сабор је 1613. за цара изабрао младог Михаила као најближег рођака претходних руских царева и то је био почетак нове царске династије Романових. Пољаци су на све начине покушавали да му онемогуће долазак на престо, јер је њихов царевић Владислав хтео постати владар Русије. Мањи одред Пољака упућен је у Ипатијевски манастир да убије Михаила Романова, али је успут залутао и наишао на Ивана Сусањина који им је обећао да ће им показати пут, а тајно је послао рођака да упозори монахињу Марту и њеног сина. Сусањин је одвео одред у непроходну шуму мочварну, где је мучен и убијен, али није открио Пољацима пут до манастира и тако је спасао цара и земљу од страних освајача.
За то време је посланство Земског сабора на челу са архиепископом Рјазањским и муромским Теодоритом пристигло у Кострому и 14. септембра 1613. године је у манастиру одржана литија са главном градском светињом, чудотворном иконом Теодоровске Мајке Божје. Михаил није желео да буде цар и неколико пута је одбијао да прихвати одлуку сабора. Био је сасвим млад, а држава је била упропаштена након смутног доба. И монахиња Марта је са сузама одбијала благословити ступање сина на престо, јер је добро знала како су кратко владали Михаилови претходници и како је ужасан био њихов крај. Тада их је архиепископ Теодорит укорио, рекавши да ће руска земља доживети нове невоље и за њих ће пред Богом одговарати Михаил и његова мајка. Чувши то, Романов је сав у сузама пристао преузети престо и пред иконом Богородице Теодоровске прихватио избор сабора.
Дана 14. марта 1613. млади Михаил Фјодорович и његова мајка, монахиња Марта, примају повељу Земског сабора о одлуци о избору за цара под зидинама костромског Ипатијевског манастира. Ипатијевски манастир у Костроми, од тада се назива колевком дома Романових.
Романови су обасули монашку породицу многим богатствима. Храм Свете Тројице поново је саграђен, у њега је послано мноштво скупоцених икона, крстова и различитих црквених предмета, а манастирска библиотека постала је ризница богато укоричених рукописних књига непроцењиве вредности. Овде се до 18. века чувао јединствени летопис који је касније назван Ипатијевски летопис. То је један од најстаријих преписа списа Повест минулих лета.
Данас у манастиру постоји храм Свете Тројице, храм праведног Лазара Четвородневног у крипти, као и храм светих мученика Хрисанта и Дарије и црквени археолошки музеј.
У манастиру се чува чудотворна икона Богородице Тихвинске, честице ризе Господње и честице моштију свештеномученика Ипатије, епископа гангријског.